# Legends of Valour
Legends of Valour est un jeu vidéo de rôle développé par Synthetic Dimensions et publié par  US Gold et Strategic Simulations en 1992 sur PC avant d’être porté sur Amiga, Atari ST, PC-98 et FM Towns. Le jeu se déroule dans un univers médiéval-fantastique. Il se joue en vue à la première personne par l’intermédiaire d’une interface en pointer-et-cliquer. À sa sortie, la version PC du jeu reçoit un accueil très mitigé dans la presse spécialisée. Le magazine Computer Gaming World critique ainsi son manque d’atmosphère et ses nombreuses lacunes et il ne se voit attribuer qu’un score de deux sur cinq dans Dragon Magazine. La version Amiga est en revanche bien accueillie par les magazine Amiga Format, CU Amiga et Amiga Power.